# Желудевка
Желудевка — деревня в Тульской области России. С точки зрения административно-территориального устройства входит в Алексинский район. В плане местного самоуправления входит в состав муниципального образования город Алексин.

## География
Желудевка находится в северо-западной части региона, в пределах северо-восточного склона Среднерусской возвышенности, в подзоне широколиственных лесов.
Абсолютная высота — 204 метра над уровнем моря.

### Климат
Климат на территории Желудевки, как и во всём районе, характеризуется как умеренно континентальный, с ярко выраженными сезонами года. Средняя температура воздуха летнего периода — 16 — 20 °C (абсолютный максимум — 38 °С); зимнего периода — −5 — −12 °C (абсолютный минимум — −46 °С).
Снежный покров держится в среднем 130—145 дней в году.
Среднегодовое количество осадков — 650—730 мм.

## История
В документах начала 20 в. именовалась Желудёвка (с буквой Ё).
Относилась к Спас-Конинской волости Алексинского уезда.
Была приписана к церковному приходу в с. Спас-Конин (храм во имя Преображения Господня).
До муниципальной реформы в марте 2005 года входила в Поповский сельский округ. После её проведения включена в образованные муниципального образования сельское поселение «Поповское» и в Алексинский муниципальный район.
21 июня 2014 года Алексинский муниципальный район и Поповское сельское поселение были упразднены, деревня Желудевка стала входить в городской округ Алексин.

## Население
| 2010 |
| ---- |
| 6    |

Согласно результатам переписи 2002 года, в национальной структуре населения русские составляли 100 % из 6 чел.. Проживали по 3 мужчин и женщин.

## Инфраструктура
Обслуживается отделением почтовой связи 301349, приписано садовое товарищество снт Колосок.
Личное подсобное хозяйство.

## Транспорт
Просёлочные дороги. 